# Športový klub futbalu Sereď
Lo Športový klub futbalu Sereď, meglio noto come ŠKF Sereď o semplicemente Sereď e, per ragioni di sponsorizzazione, come ŠKF iClinic Sereď, è una società calcistica slovacca con sede nella città di Sereď. Milita nella 4. Liga, la quarta divisione del campionato slovacco di calcio.

## Storia
Fondata il 28 giugno 1914, militò inizialmente nelle divisioni regionali. Nel 1957 il club cambiò nome in TJ Slavoj Sereď. Militò poi nelle leghe cecoslovacche Krajský prebor (1962-1965, 1967-1976) e Divízia E (1965-1967, 1976-1978). Nel 1966 adottò il nome TJ Hutník Sereď e poco dopo ŠKF Sereď. Negli anni 1978-1981 il club militò nella Divízia e nel 1981 fu promosso in seconda serie. Dopo la dissoluzione della Cecoslovacchia, nel 1993, fu inserito nella terza divisione del neonato campionato slovacco. Dal 1994 al 2002 militò tra quarta e quinta divisione. Nella stagione 2010-2011 giocò in terza divisione e nella stagione 2014-2015 esordì in 2. Liga, la seconda divisione. Nella stagione 2017-2018, vincendo il campionato di seconda serie, è stato promosso per la prima volta nella Superliga, la massima serie del campionato slovacco. Prima della stagione 2018-2019 la squadra ha cambiato nome in ŠKF iClinic Sereď dopo aver siglato un accordo di sponsorizzazione con iClinic.

## Palmarès

### Competizioni nazionali
- 2. Liga: 1

2017-2018

## Allenatori
- Tibor Meszlényi (2014-2016)
- Marián Süttö (2016-28 giugno 2017)
- Maroš Šarmír (28 giugno 2017-2018)
- Michal Gašparík (2018-4 settembre 2018)
- Karel Stromšík (4 settembre 2018-28 giugno 2019)
- Slavče Vojneski (28 giugno 2019-oggi)

## Organico

### Rosa 2020-2021
Aggiornata al 12 marzo 2021.
| N. |                       | Ruolo | Calciatore                  |
| -- | --------------------- | ----- | --------------------------- |
| 2  | Slovacchia (bandiera) | P     | Tomáš Šípka                 |
| 3  | Iran (bandiera)       | D     | Iman Salimi                 |
| 4  | Slovacchia (bandiera) | D     | Tomáš Hučko                 |
| 5  | Slovacchia (bandiera) | D     | Martin Mečiar               |
| 6  | Slovacchia (bandiera) | D     | Ľubomír Michalík (capitano) |
| 7  | Rep. Ceca (bandiera)  | C     | Nicolas Šumský              |
| 8  | Rep. Ceca (bandiera)  | C     | Ondřej Machuča              |
| 10 | Slovacchia (bandiera) | C     | Andrej Fábry                |
| 11 | Slovacchia (bandiera) | D     | Matúš Kuník                 |
| 12 | Slovacchia (bandiera) | C     | Denis Potoma                |
| 14 | Slovacchia (bandiera) | D     | Adam Morong                 |
| 15 | Slovacchia (bandiera) | C     | Stanislav Danko             |
| 16 | Slovacchia (bandiera) | C     | Filip Tatranský             |
| 17 | Argentina (bandiera)  | C     | Iván Díaz                   |
| 18 | Slovacchia (bandiera) | D     | Alexander Tóth              |

| N. |                                 | Ruolo | Calciatore           |
| -- | ------------------------------- | ----- | -------------------- |
| 19 | Spagna (bandiera)               | C     | Dani Espinar         |
| 20 | Croazia (bandiera)              | C     | Denis Bušnja         |
| 21 | Slovacchia (bandiera)           | A     | Samuel Prachar       |
| 22 | Slovacchia (bandiera)           | C     | Alex Iván            |
| 23 | Bosnia ed Erzegovina (bandiera) | C     | Alen Mehić           |
| 25 | Croazia (bandiera)              | A     | Dino Špehar          |
| 26 | Gibuti (bandiera)               | C     | Warsama Hassan       |
| 27 | Nigeria (bandiera)              | P     | Ikuepamitan Ayotunde |
| 31 | Nigeria (bandiera)              | P     | Mathew Yakubu        |
| 35 | Croazia (bandiera)              | C     | Mario Kvešić         |
| 70 | Nigeria (bandiera)              | C     | Eneji Moses          |
| 77 | Slovenia (bandiera)             | D     | Tilen Mlakar         |
| 91 | Slovacchia (bandiera)           | A     | Miloš Lačný          |
| 96 | Slovacchia (bandiera)           | D     | Martin Slaninka      |

### Rosa 2019-2020
Aggiornata al 14 febbraio 2020.
| N. |                                 | Ruolo | Calciatore             |
| -- | ------------------------------- | ----- | ---------------------- |
| 1  | Bosnia ed Erzegovina (bandiera) | P     | Adnan Kanurić          |
| 4  | Slovacchia (bandiera)           | D     | Tomáš Hučko (capitano) |
| 5  | Slovacchia (bandiera)           | D     | Martin Mečiar          |
| 6  | Slovacchia (bandiera)           | D     | Ľubomír Michalík       |
| 7  | Rep. Ceca (bandiera)            | C     | Nicolas Šumský         |
| 8  | Slovenia (bandiera)             | C     | Maj Rorič              |
| 9  | Croazia (bandiera)              | C     | Roko Jureškin          |
| 10 | Brasile (bandiera)              | C     | Cléber                 |
| 11 | Bosnia ed Erzegovina (bandiera) | A     | Senad Jarović          |
| 12 | Slovacchia (bandiera)           | D     | Matej Loduha           |
| 13 | Serbia (bandiera)               | C     | Filip Pankarićan       |
| 14 | Slovacchia (bandiera)           | A     | Adam Morong            |
| 16 | Guinea-Bissau (bandiera)        | D     | Tomás Dabó             |

| N. |                               | Ruolo | Calciatore         |
| -- | ----------------------------- | ----- | ------------------ |
| 17 | Slovacchia (bandiera)         | C     | Kristián Lukáčik   |
| 18 | Nigeria (bandiera)            | C     | Bankole Adekuoroye |
| 19 | Croazia (bandiera)            | C     | Matej Vuk          |
| 21 | Senegal (bandiera)            | D     | Tidiane Ba         |
| 22 | Slovacchia (bandiera)         | C     | Alex Iván          |
| 23 | Rep. Ceca (bandiera)          | C     | Miroslav Tureček   |
| 25 | Croazia (bandiera)            | A     | Dino Špehar        |
| 28 | Slovacchia (bandiera)         | P     | Radovan Hodál      |
| 33 | Slovacchia (bandiera)         | P     | Pavol Penksa       |
| 49 | Nigeria (bandiera)            | A     | Christian Attah    |
| 88 | Macedonia del Nord (bandiera) | C     | Filip Duranski     |
| 89 | Cipro (bandiera)              | A     | Panagiotis Louka   |
| 96 | Slovacchia (bandiera)         | D     | Martin Slaninka    |